# Шість лебедів
«Шість лебедів» (нім. Die sechs Schwäne) — німецька казка, зібрана і упорядкована братами Ґрімм у збірці «Казки Ґрімм» у 1812 році. 
Згідно індексу Аарне–Томпсона–Утера сюжет цієї казки належить до типу 451 («Діва, яка шукає своїх братів»), який зазвичай зустрічається по всій Європі. Серед інших казок до цього типу також належать «Сім воронів» (німецька казка зі збірки Ґрімм), «Дванадцять диких качок» (норвезька народна казка), «Удея та її семеро братів» (північноафриканська каазка), «Дикі лебеді» (казка Ганса Андерсена) та «Дванадцять братів» (німецька казка зі збірки Ґрімм).

## Походження
Казку опублікували брати Ґрімм у першому виданні Kinder- und Hausmärchen у 1812 році та суттєво переписали для другого видання у 1819 році. Їх джерелом є подруга та майбутня дружина Вільгельма Ґрімма Генрієтта Доротея (Дортхен) Вільд (1795–1867).

## Сюжет
Король губиться в лісі, і стара відьма допомагає йому за умови, що він одружиться з її прекрасною донькою. Король підозрює, що дівчина зла, але погоджується одружитися з нею. Однак у нього є шість синів і дочка від першого шлюбу, і він боїться, що нова дружина погано поводитиметься з дітьми; тому він відправляє їх у прихований замок, де таємно відвідує їх час від часу.
Нова королева, а тепер мачуха, яка навчилася чаклунству від своєї матері, дізнається про своїх пасинків і вирішує їх позбутися. Вона шиє шість чарівних білих сорочок, йде до прихованого замку і кидає сорочки на хлопців, перетворюючи їх на лебедів.
Сестра тікає і згодом знаходить своїх братів у мисливській хатині. Принци можуть приймати людську форму лише на п'ятнадцять хвилин щовечора. Вони кажуть своїй сестрі, що чули про спосіб зняти прокляття: шість років вона не повинна говорити, шиючи шість сорочок із зіркових квітів для своїх братів. З іншого боку, якщо вона заговорить до кінця шостого року, закляття ніколи не буде зруйновано. Принцеса погоджується це зробити і, сховавшись на дереві, присвячує себе лише збору зіркових квітів і шиттю в тиші.
На початку четвертого року король іншої країни знаходить принцесу за шиттям, захоплений її красою, і бере її до двору з наміром одружитися на ній. Однак мати короля ненавидить невістку і не вважає її гідною бути королевою. Коли вона народжує їх першу дитину, зла свекруха забирає немовля і звинувачує королеву в тому, що вона вбила і з'їла його, але король відмовляється в це вірити.
Молода королева народжує ще двох дітей, але знову двічі свекруха ховає їх і неправдиво стверджує, що вона вбила та з'їла своїх немовлят. Король не в змозі продовжувати захищати її, і не в змозі належним чином захистити себе, королеву засуджують до спалення на вогнищі як відьму. Весь цей час вона стримувала сльози і слова, незважаючи ні на що шила сорочки з зіркових квітів.
У день своєї страти королева закінчила шити всі сорочки для своїх братів. Коли її приводять до вогнища, вона бере з собою сорочки, і коли її збираються спалити, минає шість років і шість лебедів летять у повітрі. Вона накидає сорочки на своїх братів, і вони повертають свою людську форму, хоча ліва рука молодшого брата залишається крилом через те, що його власна сорочка без рукава (у деяких варіантах сестра не може вчасно закінчити останню сорочку, залишаючи її молодшого брата назавжди у формі лебедя).
Королева тепер вільна говорити та за підтримки своїх братів захищається від звинувачень проти неї. Трьох зниклих дітей королеви знайшли живими, а її злу свекруху спалили на вогнищі як покарання.
Зрештою, королева, її чоловік, троє дітей і шестеро братів живуть довго і щасливо.

## Аналіз
Фольклорист Стіт Томпсон вказує на те, що сюжет казки має довгу літературну історію, починаючи з оповідання про Долопатоса в 12 столітті.  Долопатос, у середньовічній традиції, пізніше використовувався як частина героїчної історії про Лицаря Лебедя.
Дослідник казок Джек Зіпс цитує, що брати Грімм вважали походження сюжету ще за греко-римських часів, а паралелі також можна знайти у французьких і скандинавських усних традиціях.
Самі брати Грімм у своїх анотаціях вбачали зв'язок казки «Шість лебедів» з історією про сім лебедів, опублікованою в Feenmärchen (1801), і лебединою їздою Лицаря Лебедя (Лоенгріна). Вони також побачили зв'язок із лебединими сорочками лебединих дів Волундарквіди.
У своїх нотатках про казку «Діти Ліра» у своїй книзі  «Більше кельтських казок» фольклорист Джозеф Джейкобс писав, що «добре відома континентальна народна казка» про «Сім лебедів» (або воронів) пов’язана із середньовічним циклом про лицаря Лебідь.

## Варіанти

### Розповсюдження
Вважається, що тип казки широко поширений у Європі та на Близькому Сході, а також в Індії та на американському континенті. Лише в Європі існує понад двісті версій, зібраних і опублікованих у колекціях народних казок з усіх частин континенту.
Французька вчена Ніколь Бельмонт визначила дві форми казкового типу в Європі: одну суттєво присутню в германському регіоні та Скандинавії, а іншу вона назвала «західною версією». Вона зазначила, що в цій західній версії молодша сестра, після того як вона оселилася з братами, просить вогню у сусіднього огра, і на їхньому подвір’ї проростає дерево та дає плід, що викликає трансформацію.
Варіанти також були зібрані в Японії з назвою 七羽の白鳥 (латинізація: Nanaha no hakuchō ; українською: «Сім лебедів»). Однак японська наука визнає, що ці казки територіально обмежені містами Кікаідзіма та Окіноерабу. Японський фольклорист Кейго Секі також знайшов варіанти в Каґосімі.

### Літературні попередники
Літературним попередником казки є «Сім голубів»  (неаполітанська: Li sette palommelle; італійська: I sette colombi), у «Пентамероні» Джамбаттіста Базиля, де брати перетворюються на голубів.

### Кількість братів
У казці братів Грімм шестеро братів перетворюються на лебедів.
В інших європейських варіантах кількість князів/братів змінюється між трьома, сімома чи дванадцятьма, але дуже рідко буває два, вісім,  дев’ять, десять або навіть одинадцять, як, наприклад, данська казка, зібрана Матіасом Вінтером, De elleve Svaner (англ. «Одинадцять лебедів»), вперше опублікована в 1823 році,  або лігурійська казка Les onze cygnes.
Угорська колекціонерка народних казок Елізабет Скларек зібрала два угорські варіанти, Die sieben Wildgänse («Сім диких гусей») і Die zehn Geschwister («Десять братів і сестер»), і у своїх коментарях зазначила, що обидві казки були пов’язані з версіями Ґрімм. Третя угорська має назву A tizenkét fekete várju («Дванадцять чорних воронів»).
Людвіг Бехштейн зібрав два німецькі варіанти «Сім ворон» і «Сім лебедів».
Коментуючи ірландський варіант, зібраний Патріком Кеннеді, Луї Брюейр вказав як інший варіант індійську казку про Тріумф Істини  або Der Sieg der Wahrheit: у другій частині казки молодша дитина, дівчинка, стає свідком перетворення її сто братів у ворон.
У литовському варіанті, «Von den zwölf Brüdern, die als Raben verwandelt wurden»  або «Дванадцять братів, дванадцять чорних воронів», відьма-мачуха просить свого чоловіка вбити його синів, спалити їхні тіла та доставити їй прах.
В угорському варіанті «A tizenkét koronás hattyu és a csiháninget fonó testvérkéjük» бідна мати хлопчиків проклинає своїх дванадцятьох синів у пташину форму, водночас даючи застереження: після народження їхньої сестри вона повинна пошити дванадцять сорочок, щоб врятувати їх.
У суданській казці «Десять білих голубів» титульні білі голуби — це десять братів, перетворених мачухою. Їхній сестрі сниться сон, у якому стара жінка розповідає їй ключ до скасування прокляття: ткати пальто з листя акації, на яке її посадили брати після втечі з дому.

### Результати трансформації
Інша варіація — результат пташиного перетворення: в одних версіях це качки, в інших — ворон, і навіть орли, гуси, павичі, дрозди, лелеки, журавлі, галки чи граки.
Перетворення орла засвідчено в польській казці Von der zwölf Prinzen, die in Adler verwandelt wurden (англійською: «Дванадцять принців, які стали орлами»), перекладається як «Орли». Подібне перетворення засвідчено в румунській казці, яку також порівнювали з казкою Ґрімм. 
Трансформація гусей присутня в ірландському варіанті «Дванадцять диких гусей», зібраному ірландським фольклористом Патріком Кеннеді та порівняному з німецькими варіантами («Дванадцять братів» і «Сім воронів») і скандинавським («Дванадцять диких качок»).
У казці, яка приписується північноєвропейському походженню, «Дванадцять білих павичів», дванадцять принців перетворюються на павичів завдяки прокляттю, накладеному тролем.
Перетворення дрозда засвідчено в центральноєвропейській казці («The Blackbird»), зібраній Теодором Верналекеном: дванадцять братів вбивають дрозда та ховають його в саду, а з його могили виростає яблуня з плодами, які викликають перетворення.
Пташине перетворення лелек присутнє в польській казці, зібраній у Кракові Оскаром Кольбергом, «O siedmiu braciach bocianach» («Сім братів лелек»).
Угорська казка «A hét daru» («Семеро журавлів») засвідчує перетворення братів на журавлів.
Перетворення галки засвідчено в угорській казці A csóka lányok («Дівчата-галки»), де бідна мати бажає, щоб її несамовиті дванадцять доньок перетворилися на галок і полетіли, що негайно виповнилося; і в «західнопрусській» казці Die sieben Dohlen («Сім галок»), зібраній професором Альфредом Камманом.
Перетворення на граків (вид птахів) засвідчено в українській казці «Про сімох братів гайворонів і їх сестру»: мати проклинає своїх синів на граків (також «грак» і «грайворон» українською мовою ). Через багато років народжується сестра, яка шукає своїх братів. Казка продовжується мотивом отруєного яблука та скляної труни Білосніжки (ATU 709) і завершується казкою типу ATU 706 «Дівка без рук».
Фольклористи Йоганнес Болте та Іржі Полівка у своїх коментарях до казок Ґрімма зібрали кілька варіантів, де брати перевтілюються у всіляких звірів і наземних тварин, таких як олені, вовки та вівці.  Подібним чином грузинський професор Елене Гогіашвілі стверджувала, що в грузинських варіантах казки брати (зазвичай дев'ять) перетворюються на оленів, тоді як у вірменських варіантах їх сім і стають баранами.